# Artur Sérgio de Almeida Reis
Artur Sérgio de Almeida Reis, mais conhecido como Sérgio Reis (Lagarto, 18 de agosto de 1974), é um empresário, produtor rural e político brasileiro, filiado ao Partido Social Democrático (PSD). Atualmente é prefeito de Lagarto e estará no comando do município entre os anos de 2025 e 2028.

## Biografia
Foi deputado federal de Sergipe entre 1999 e 2003.
Em 15 de setembro de 2020, Sérgio Reis foi anunciado como candidato à prefeito de Lagarto pelo MDB porém, no dia 25 de setembro de 2020, foi impedido de seguir adiante com sua candidatura, sendo substituído pelo seu irmão, e então deputado federal, Fábio Reis.
Disputou as Eleições em 2022 para o cargo de deputado estadual por Sergipe, ficando como suplente do deputado estadual Jorginho Araújo (PSD). Assumiu a cadeira na ALESE, após o titular assumir o cargo de secretário de Estado da Casa Civil, entre 14 de março de 2023 e 19 de dezembro de 2023, quando Araújo foi exonerado do cargo de secretário de Estado da Casa Civil e retornou a ALESE.
Em 21 de julho de 2024, foi anunciado candidato a prefeito de Lagarto através de uma convenção partidária do PSD. Foi eleito prefeito de Lagarto, Sergipe com 51,21% (33.387 votos), sendo diplomado, junto a vice-prefeita Suely Menezes (MDB), em 17 de dezembro de 2024.
Em 4 de novembro de 2024, já como prefeito eleito de Lagarto, retornou à ALESE após Jorginho Araújo retornar ao cargo de secretário de Estado da Casa Civil. Permaneceu na Assembleia Legislativa de Sergipe até a sua posse como prefeito de Lagarto no dia 1 de janeiro de 2025.

Neto de Artur Reis, ex-deputado estadual e ex-prefeito, além de fundador do grupo Saramandaia, filho de Jerônimo Reis, ex-deputado federal e ex-prefeito de Lagarto, sobrinho da ex-deputada estadual Goretti Reis e irmão do deputado federal Fábio Reis.